# Ware FC
Ware FC (celým názvem: Ware Football Club) je anglický fotbalový klub, který sídlí ve městě Ware v nemetropolitním hrabství Hertfordshire. Založen byl v roce 1892. Od sezóny 2018/19 hraje v Isthmian League South Central Division (osmá nejvyšší soutěž v Anglii). Klubové barvy jsou modrá a bílá.
Své domácí zápasy odehrává na stadionu Wodson Park s kapacitou 3 300 diváků.

## Získané trofeje
- Herts Senior Cup ( 5× )
  - 1898/99, 1903/04, 1906/07, 1921/22, 1953/54

## Úspěchy v domácích pohárech
Zdroj: 
- FA Cup
  - 1. kolo: 1968/69, 2007/08
- FA Trophy
  - 3. předkolo: 1979/80
- FA Vase
  - 4. kolo: 2002/03

## Umístění v jednotlivých sezonách
Stručný přehled
Zdroj: 
- 1908–1909: Herts County League (Eastern Division)
- 1909–1910: Herts County League (Central Division)
- 1910–1921: Herts County League (Eastern Division)
- 1921–1923: Herts County League (North & East Division)
- 1923–1925: Herts County League
- 1955–1963: Delphian League
- 1963–1967: Athenian League (Division Two)
- 1967–1970: Athenian League (Division One)
- 1970–1973: Athenian League (Division Two)
- 1973–1975: Athenian League (Division One)
- 1975–1977: Isthmian League (Second Division)
- 1977–1982: Isthmian League (First Division)
- 1982–1984: Isthmian League (Second Division)
- 1984–1991: Isthmian League (Second Division North)
- 1991–1997: Isthmian League (Second Division)
- 1997–2002: Isthmian League (Third Division)
- 2002–2006: Isthmian League (Division Two)
- 2006–2015: Isthmian League (Division One North)
- 2015–2016: Southern Football League (Division One Central)
- 2016–2018: Isthmian League (Division One North)
- 2018– : Isthmian League (South Central Division)

Jednotlivé ročníky
Zdroj: 
Legenda: Z - zápasy, V - výhry, R - remízy, P - porážky, VG - vstřelené góly, OG - obdržené góly, +/- - rozdíl skóre, B - body, červené podbarvení - sestup, zelené podbarvení - postup, fialové podbarvení - reorganizace, změna skupiny či soutěže
| Sezóny  | Liga                                            | Úroveň | Z  | V  | R  | P  | VG | OG  | +/- | B  | Pozice |
| ------- | ----------------------------------------------- | ------ | -- | -- | -- | -- | -- | --- | --- | -- | ------ |
| 2009/10 | Isthmian League (Division One North)            | 8      | 42 | 11 | 9  | 22 | 57 | 84  | -27 | 42 | 19.    |
| 2010/11 | Isthmian League (Division One North)            | 8      | 40 | 13 | 6  | 21 | 57 | 77  | -20 | 45 | 14.    |
| 2011/12 | Isthmian League (Division One North)            | 8      | 42 | 8  | 6  | 28 | 40 | 78  | -38 | 30 | 21.    |
| 2012/13 | Isthmian League (Division One North)            | 8      | 42 | 10 | 6  | 26 | 59 | 105 | -46 | 36 | 19.    |
| 2013/14 | Isthmian League (Division One North)            | 8      | 46 | 12 | 9  | 25 | 73 | 93  | -20 | 45 | 21.    |
| 2014/15 | Isthmian League (Division One North)            | 8      | 46 | 16 | 16 | 14 | 76 | 61  | +15 | 64 | 10.    |
| 2015/16 | Southern Football League (Division One Central) | 8      | 42 | 19 | 6  | 17 | 67 | 69  | -2  | 63 | 11.    |
| 2016/17 | Isthmian League (Division One North)            | 8      | 46 | 15 | 6  | 25 | 66 | 84  | -18 | 51 | 22.    |
| 2017/18 | Isthmian League (Division One North)            | 8      | 46 | 13 | 9  | 24 | 49 | 81  | -32 | 48 | 20.    |
| 2018/19 | Isthmian League (South Central Division)        | 8      | 38 |    |    |    |    |     |     |    |        |